# Märtyrinnen von Compiègne

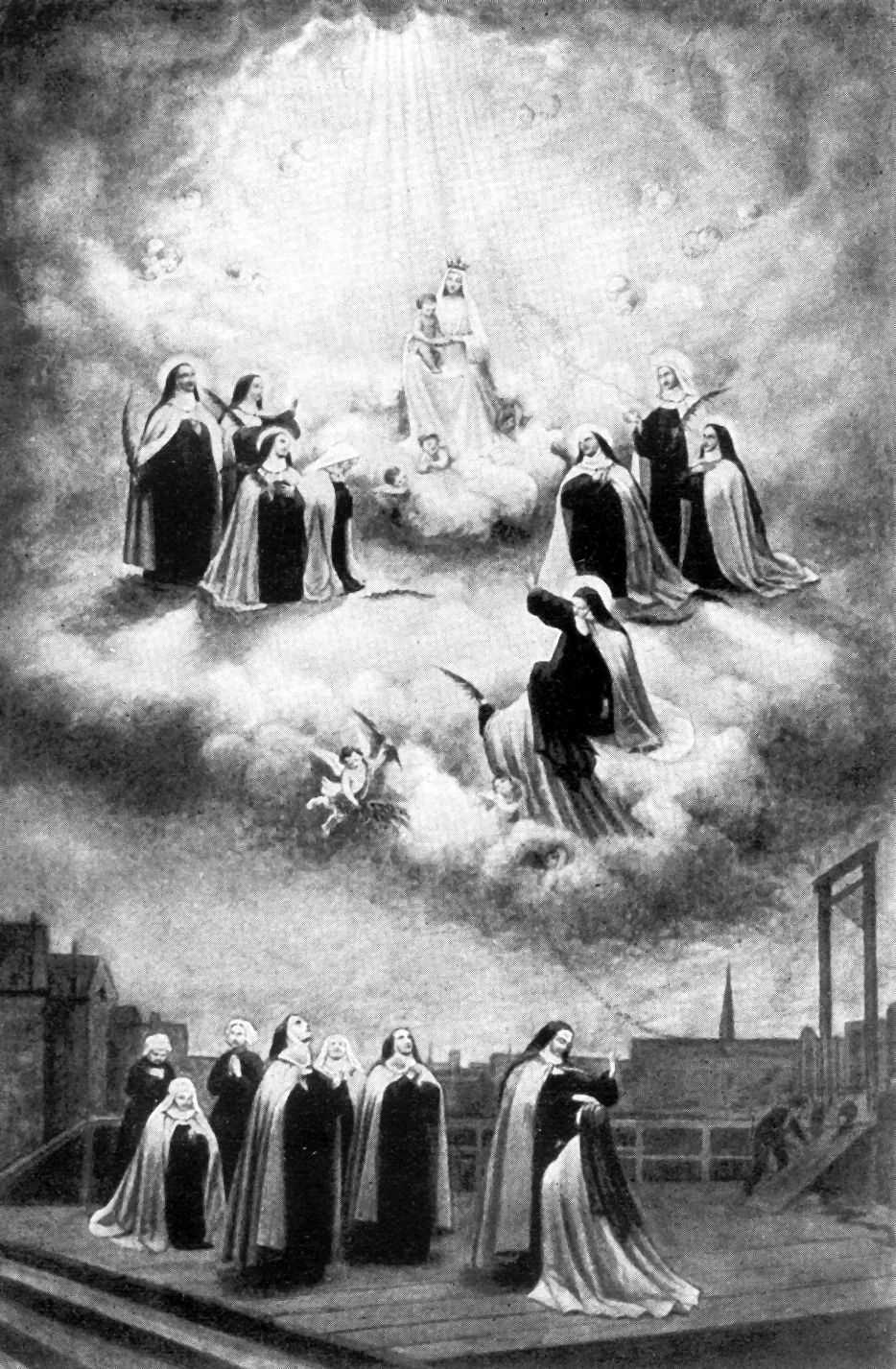
Die Karmelitinnen von Compiègne angesichts der Guillotine, Illustration von Louis David OSB, 1906

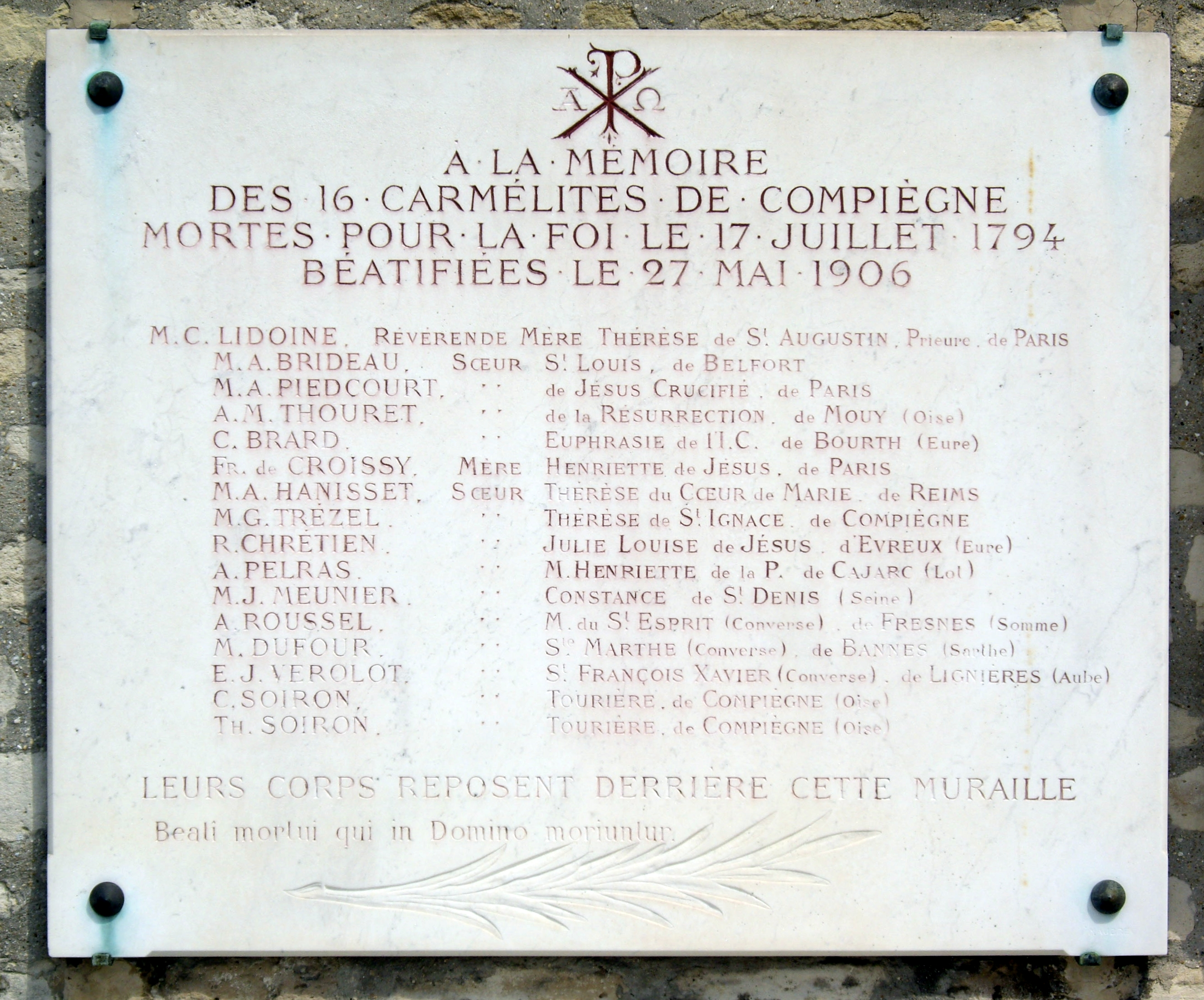
Marmortafel am Grab mit den Namen

Als Märtyrinnen von Compiègne oder die heiligen (sechzehn) Karmelitinnen von Compiègne werden die Schwestern des Karmels von Compiègne bezeichnet, die in der Zeit der Französischen Revolution während des „Grande Terreur“ das Martyrium erlitten. Am 17. Juli 1794 wurden die Unbeschuhten Karmelitinnen in Paris durch die Guillotine hingerichtet, weil sie sich geweigert hatten, ihre Ordensgelübde zu brechen. Vor ihrer Hinrichtung erneuerten sie gemeinsam ihre Profess und sangen das Veni creator spiritus. Die sechzehn Märtyrinnen von Compiègne ruhen in einem Massengrab auf dem Cimetière de Picpus in Paris. Sie wurden am 27. Mai 1906 von Pius X. seliggesprochen. Papst Franziskus verfügte am 18. Dezember 2024 ihre Verehrung als Heilige. Ihr Gedenktag ist der 17. Juli. Ihre Attribute in der christlichen Ikonografie sind die Märtyrerpalme und das Schafott.

## Namen
Die sechzehn Schwestern waren:
- Sr. Saint Louis (Marie-Anne Brideau, 41 Jahre)
- Sr. Euphrasie de l’Immaculée Conception (Marie Claude Cyprienne Brard, 57 Jahre)
- Sr. Julie-Louise de Jésus (Rose Chrétien de Neuville, 53 Jahre)
- Sr. Sainte Marthe (Marie Dufour, 51 Jahre, Laienschwester)
- Sr. Constance de Jésus (Marie-Geneviève Meunier, 28 Jahre, Novizin)
- Sr. Marie-Henriette de la Providence (Anne Pelras, 34 Jahre)
- Sr. de Jésus Crucifié (Marie-Anne Piedcourt, 79 Jahre)
- Sr. Marie du Saint-Esprit (Angélique Roussel, 52 Jahre, Laienschwester)
- M. Thérèse de Saint Augustin (Madeleine Claudine Lidoine, 41 Jahre, Priorin)
- Sr. Thérèse de Saint Ignace (Marie Gabrielle Trézel, 51 Jahre)
- Sr. Charlotte de la Résurrection (Anne Marie Madeleine Françoise Thouret, 79 Jahre)
- Sr. Saint François-Xavier (Juliette Verolot, 30 Jahre, Laienschwester)
- Sr. Thérèse du Coeur de Marie (Marie-Antoinette Hanisset, 52 Jahre)
- Sr. Catherine (Catherine Soiron, 52 Jahre, Außenschwester)
- Sr. Thérèse (Thérèse Soiron, 43 Jahre, Außenschwester)
- M. Henriette de Jésus, frühere Priorin (Marie Françoise Gabrielle de Croissy, 49 Jahre)

## Künstlerische Umsetzungen
Das Schicksal der sechzehn Märtyrinnen inspirierte Gertrud von Le Fort zu ihrer Novelle Die Letzte am Schafott, nach der Georges Bernanos das Drehbuch Les Dialogues des Carmélites (deutscher Titel Die begnadete Angst) schrieb, das seinerseits von M. Tassencourt und A. Béguin für die Bühne bearbeitet wurde.
Francis Poulenc verarbeitete den Stoff in seiner Oper Dialogues des Carmélites, die am 26. Januar 1957 an der Mailänder Scala uraufgeführt wurde und heute als eine von wenigen Opern des 20. Jahrhunderts zum weltweiten Standardrepertoire gehört.
Nach einem Drehbuch von Philippe Agostini und Georges Bernanos verfilmten Philippe Agostini und Raymond Leopold Bruckberger den Stoff 1960 unter dem Titel Le Dialogue des Carmélites (deutscher Titel Opfergang einer Nonne).

## Gedenken
Im Karmel von Jonquières, einem Nachbardorf, wurde in den letzten Jahren eine Gedenkstätte für die sechzehn Märtyrinnen von Compiègne eingerichtet, die 2009 neu gestaltet wurde. Dort werden die von Frau de la Vallée aufbewahrten Erinnerungsstücke sowie die von der einzigen Überlebenden dieser Gemeinschaft, Sr. Marie de l’Incarnation, aus dem Konvent geretteten Bücher, Bilder, Handschriften und Reliquiare gezeigt.  Architektonisch wurde das Museum einer Gefängniszelle nachgebildet. Der Rundgang durch die Gedenkstätte endet in der zu einer Kapelle umgewandelten Krypta, die der Gottesmutter unter der Anrufung Maria, Königin der Märtyrer (Maria Regina Martyrum) geweiht ist.
Papst Franziskus verfügte am 18. Dezember 2024 die Aufnahme von Thérèse de Saint Augustin und den 15 Mitschwestern in das Verzeichnis der Heiligen und erlaubte damit deren Verehrung für die gesamte Kirche.